# Karmana
 (décembre 2023).
Karmana (en cyrillique ouzbek et russe : Кармана) est un établissement de type urbain et le chef-lieu du district de Karmana dans la région de Navoï en Ouzbékistan. La population de la ville en 1989 était de 16 767 personnes.

## Histoire
Le nom original de la ville de Karmana, traduit du sogdien, signifiait « grand palais ». La ville de Kermine était l'une des célèbres cités médiévales d'Asie centrale. Selon l'auteur du Xe siècle, Nerchakhy, Kermine était le lieu de naissance de nombreux lettrés et poètes. On disait que la ville de Kermine était appelée Badgia-i-hurdak (« cruche ») dans les temps anciens.
Au XIIe siècle, la ville de Kermine a été capturée et détruite par Khwarazmshah, Il-Arslan (1156-1172), au cours d'actions militaires et de résistance de la part des habitants locaux. Par la suite, elle a été reconstruite et est devenue à nouveau une ville importante au XVe siècle.
Depuis le XVIe siècle, la ville de Kermine faisait partie du Khanat de Boukhara et était le centre administratif du bekdom de Kermine. À la fin de la période du Moyen Âge, Kermine a été transformée en bekdom avec des avantages spéciaux après un affrontement majeur entre Said Abd al-Ahad Khan et des membres influents du clergé, et après son transfert permanent de sa capitale vers la ville de Kermine. Said Abd al-Ahad Khan passait la majeure partie de son temps à Kermine et y fut enterré.
Kermine possédait une citadelle quadrangulaire, appelée urda, d'une superficie de 1,5 verst carré (1,7 km2),. Les derniers émirs de Boukhara avaient deux palais à Kermine. L'un d'entre eux, le palais d'été, était situé à l'extérieur des villages, et le second était à l'intérieur de la citadelle, derrière les remparts de la forteresse. Ni la citadelle ni le palais dans la citadelle de l'émir n'ont survécu jusqu'à nos jours.

## Population
- 1970 : 12 970[8]
- 1979 : 13 879[9]
- 1989 : 16 767[10]

## Statut
Karmana a été séparée de la ville de Navoï le 12 décembre 2003 et s'est vu accorder son propre statut administratif. Bien qu'elle relève administrativement du district de Karmana, certains endroits au sein de la ville de Karmana sont considérés de jure comme faisant partie de la ville de Navoiy. Ces endroits comprennent :
L'ancien Collège pédagogique et de service de Navoï (anciennement connu sous le nom de Collège pédagogique de Navoiy) est situé au sein de la ville de Karmana. Le « Navoiy Avtoshohbekat » (marché de voitures de Navoiy) se trouve au centre-ville de Karmana, sur la rue Toshkent. De plus, le Département régional de la sécurité routière de Navoï, responsable des opérations de niveau régional, est également situé dans les limites de la ville de Karmana.

## Culture

### Musée
Dans la partie sud de la ville de Karmana, se trouve le musée historique et ethnographique de la région de Navoï, établi en 1992. Son exposition comprend des artefacts collectés dans la ville de Karmana et ses environs, tels que de la poterie ancienne, des bijoux, des vêtements, des textiles, des objets ménagers, et bien d'autres encore. Le musée abrite également des répliques de la faune locale ainsi que des œuvres d'artistes locaux.

### Théâtre
Pendant l'ère soviétique, il y avait un cinéma à Karmana appelé « Zarafshon ». Il a fonctionné pendant les premières années de l'indépendance de l'Ouzbékistan, mais il a ensuite été réaménagé pour des événements spéciaux et n'a plus fonctionné comme un cinéma régulier.

### Monuments du patrimoine culturel
Bien que la ville de Karmana soit célèbre pour son importance historique, il y a très peu de sites historiques bien préservés dans la ville elle-même. Sur les 44 objets du patrimoine matériel et culturel qui demeurent dans le district de Karmana, on compte cinq monuments architecturaux, un monument d'art monumental et un site historiquement significatif situé dans la ville de Karmana.